# 黑崎彩子
黑崎彩子（日语：／ Kurosaki Ayako，1965年4月23日—），日本女性配音員。大澤事務所所屬。出身於東京都。本名立石 彩子（たていし あやこ）。身高165cm。A型血。

## 人物
聖塞西莉亞女子高等學校畢業。
興趣、特長：滑雪、華道、唱歌。

## 演出
粗體字表示主要角色。

### 電視動畫
- 馬赫GoGoGo（1997年，早乙女玲奈）
- 玲音（1998年，女性的聲音）
- 女惡魔人（1998年，廣播）
- 桃色姊妹花（日语：ももいろシスターズ）（1998年，平池美知子）
- 海盜媽寶（日语：宇宙海賊ミトの大冒険）（1999年，里杜布、四角、貓餵食器）2系列
- 星界的紋章（1999年，納索特魯阿）
- D4公主朵莉絲（1999年，高枝波佐見）
- 名偵探柯南（1999年—2001年，片桐楓、上原美里、美濃宗之的女兒）
- 厄夜怪客（2001年，厄夜怪客情報局員）
- 星際少年隊（2003年，修女）

### OVA
- 純愛手札（1999年，古式由加利）

### 遊戲
- 純愛手札（1994年，古式由加利[1]）
- 可愛的流行麻將（日语：ラブリーポップ麻雀 雀々しましょ）（1996年，宮澤琴乃）
- VIRUS（日语：VIRUS）（1997年，癮君子2）
- 心動美麗同盟 熱血少女青春記（日语：ドキドキプリティリーグ#ドキドキプリティリーグ 熱血乙女青春記）（1998年，堂崎美紀）
- elan（1999年，夏乃）
- （1999年，松永葉子）
- （2000年，阿爾瑪）

### 外語配音

#### 電影
- 綠巨人浩克（奧特戈、女學生）[5]
- 隨身變（英语：The Nutty Professor）（廣告女性）※日本電視台版。
- 時空悍將 ※富士電視台版。
- 西城故事（羅莎莉亞）※東京電視台版。

#### 電視影集
- 飛越比佛利[1]（第3季：妮基·維特〈達娜·巴倫（英语：Dana Barron）〉、第4～5季：賽萊斯特·蘭迪〈黛安·坎農〉）
- 戀愛時代（內莉）
- 飛越情海（英语：Melrose Place）（朗達·布萊爾〈凡妮莎·威廉斯〉[1]）

### CD
- 乙女想夢 -OTOME SOUMU-（日语：乙女想夢 -OTOME SOUMU-）（古式由加利）
- 純愛手札 Disc Collection（古式由加利）
- 金月真美的Moonlight Lips
- （椎名杏子）

### 真人電影
- 站立動物的故事（日语：立つどうぶつ物語）（旁白）

### 廣告
- NTTdocomo（廣播）
- 越後製菓（日语：越後製菓）（旁白）
- SHOP JAPAN（日语：オークローンマーケティング）（旁白）

## 外部連結
- 黑崎彩子｜大澤事務所 （日語）